# Seznam evroposlancev iz Luksemburga (2004–2009)
Seznam evroposlancev iz Luksemburga v mandatu 2004-2009.

## Seznam
- Robert Goebbels, Luksemburška stranka socialističnih delavcev (Stranka evropskih socialistov)
- Erna Hennicot-Schoepges, Krščanska socialna ljudska stranka (Evropska ljudska stranka - Evropski demokrati)
- Astrid Lulling, Krščanska socialna ljudska stranka (Evropska ljudska stranka - Evropski demokrati)
- Lydie Polfer, Demokratična stranka Luksemburga (Skupina zavezništva liberalcev in demokratov za Evropo)
- Jean Spautz, Krščanska socialna ljudska stranka (Evropska ljudska stranka - Evropski demokrati)
- Claude Turmes, Zeleni Luksemburga (Skupina Zelenih-Evropska svobodna zveza)